# Letargia
Letargia é um estado de cansaço, sonolência, fraqueza, fadiga, lentidão ou falta de energia. Pode ser acompanhada por depressão, diminuição da motivação ou apatia. A letargia pode ser uma resposta normal ao sono inadequado, esforço excessivo, excesso de trabalho, estresse, falta de exercício, nutrição inadequada, abuso de drogas, tédio ou um sintoma de uma doença ou distúrbio subjacente. Também pode ser um efeito colateral de medicamentos ou causado por uma interação entre medicamentos ou medicamento(s) e álcool. Também pode ser um nível alterado de consciência.
Quando faz parte de uma resposta normal, a letargia geralmente se resolve com repouso, sono adequado, diminuição do estresse, exercícios físicos e boa nutrição. Seus sintomas, no entanto, podem durar dias ou até meses, portanto, pode ser um sinal de uma doença ou infecção subjacente recente se não se resolver normalmente.